# Эффельдер
Эффельдер (нем. Effelder) — община в Германии, в земле Тюрингия.
Входит в состав района Айхсфельд. Подчиняется управлению Вестервальд-Оберайксфельд. Население составляет 1321 человек (на 31 декабря 2010 года). Занимает площадь 10,92 км².

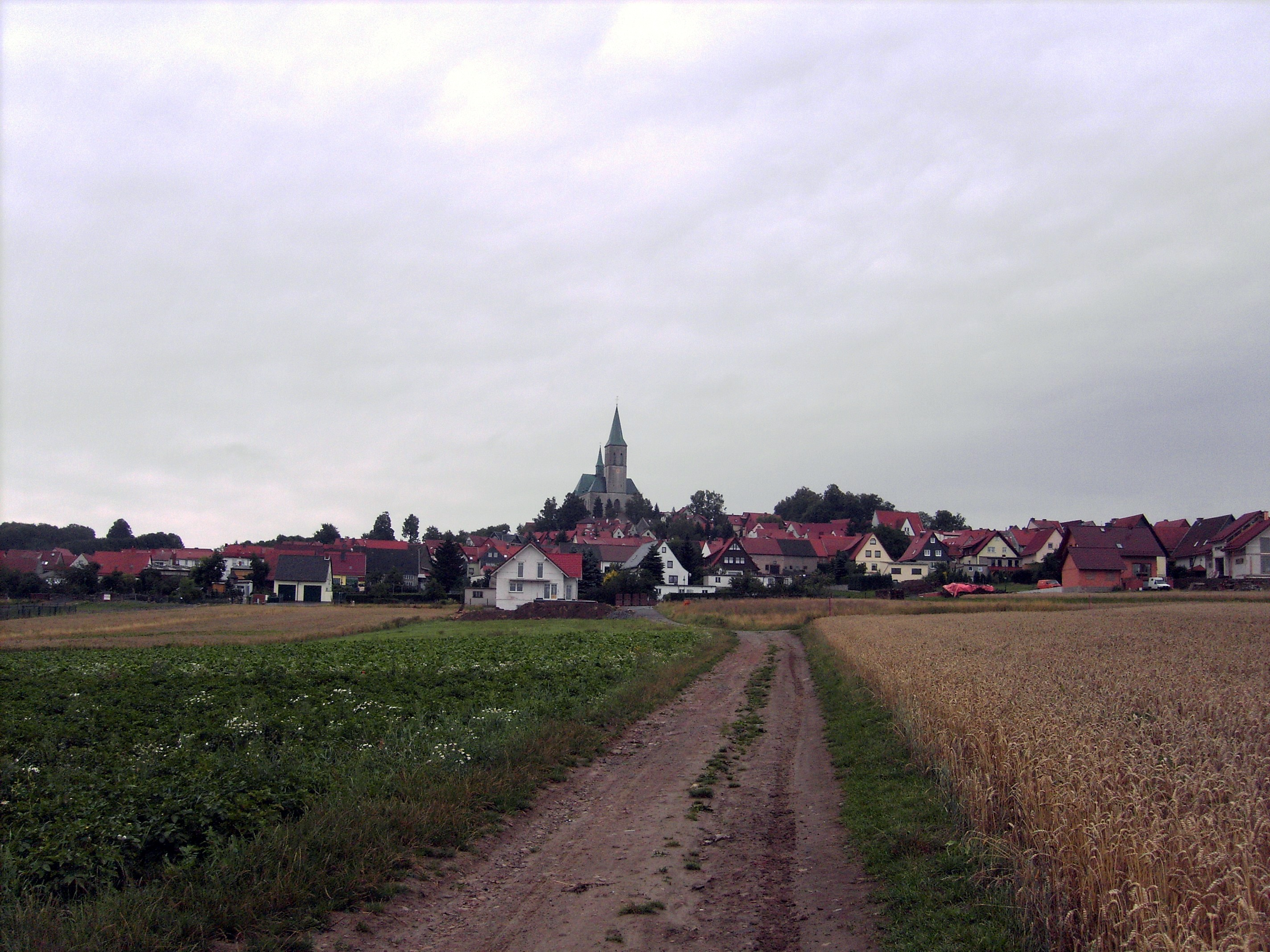
Эффельдер